# Gérard Ngoy Kabwe
Gérard Ngoy Kabwe (* 14. April 1918 in Malemba-Nkulu; † 30. Mai 2004) war Bischof von Manono.

## Leben
Gérard Ngoy Kabwe empfing am 26. September 1948 die Priesterweihe.
Papst Paul VI. ernannte ihn am 15. August 1952 zum Bischof von Manono. Der Erzbischof von Kinshasa, Joseph-Albert Kardinal Malula, weihte ihn am 24. September desselben Jahres zum Bischof; Mitkonsekratoren waren Eugène Kabanga Songasonga, Erzbischof von Lubumbashi, und Augustin Fataki Alueke, Erzbischof von Kisangani.
Von diesem Amt trat er am 25. September 1989 zurück.